# Vera Egelmeers
Vera Egelmeers (9 maart 1995) is een Nederlands voetbalspeelster.
Van 2012 tot 2015 speelde Egelmeers voor PSV in de BeNeLeague.

## Statistieken
| Seizoen | Club   | Land      | Competitie | Wedstrijden | Doelpunten |
| ------- | ------ | --------- | ---------- | ----------- | ---------- |
| 2012/13 | PSV    | Nederland | BeNeLeague | 3           | 0          |
| 2013/14 | PSV    | Nederland | BeNeLeague | 14          | 0          |
| 2014/15 | PSV    | Nederland | BeNeLeague | 16          | 0          |
| Totaal  | Totaal | Totaal    | Totaal     | 33          | 0          |

Laatste update: november 2020